# Gottfried Keller (botánico)
Gottfried Keller ( 1873 - 1945 ) fue un político, botánico y destacado ilustrador suizo. especialista en orquídeas
- La abreviatura «G.Keller» se emplea para indicar a Gottfried Keller como autoridad en la descripción y clasificación científica de los vegetales.[4]